# أنواع معتمدة على الحفظ

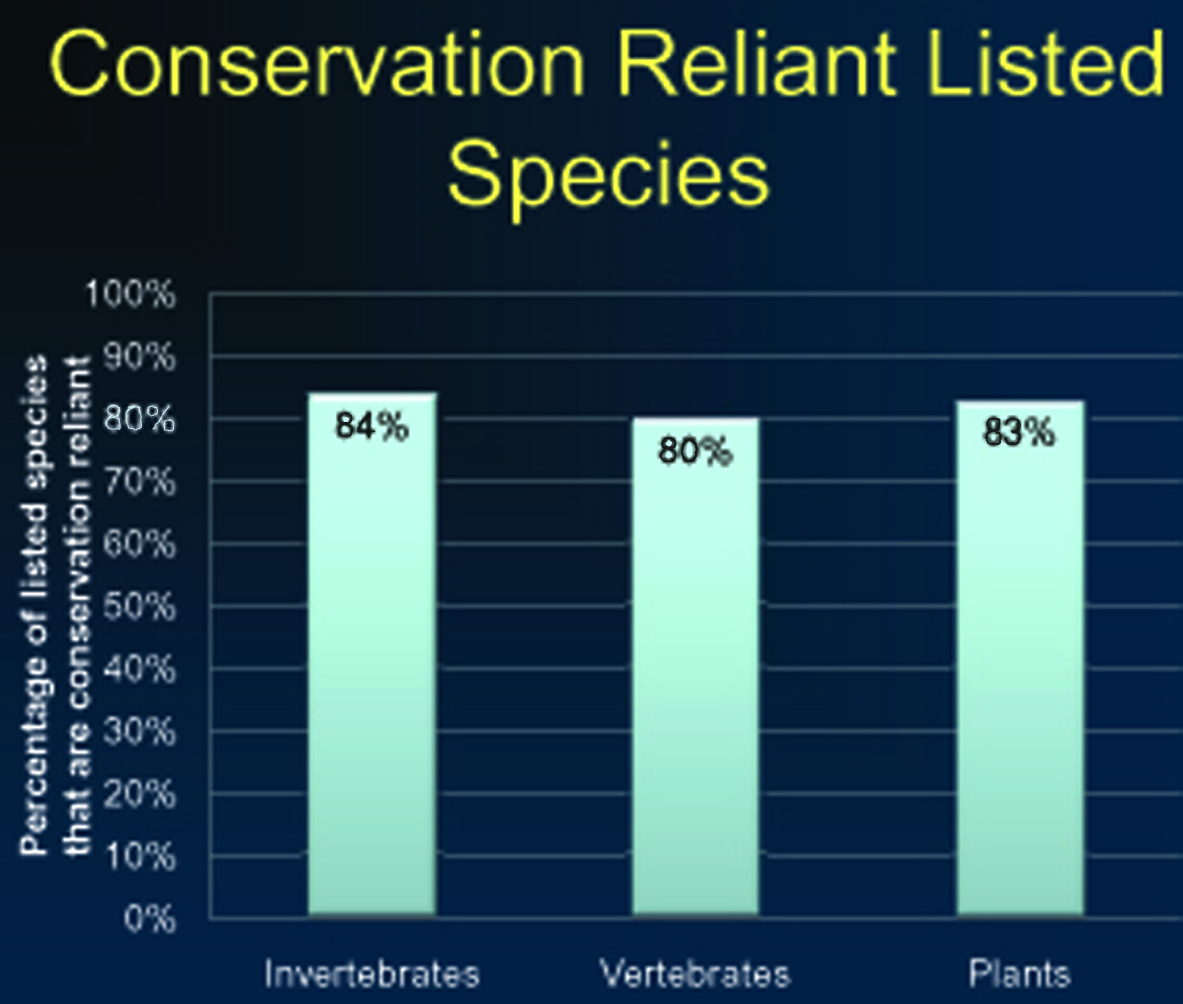
النسب المئوية للأنواع المدرجة بوصفها معتمدة على الحفظ في الولايات المتحدة.

الأنواع المعتمدة على الحفظ هي أنواع حيوانية أو نباتية تتطلب تدخلًا مستمرًا خاصًا بالأنواع لإدارة الحياة البرية مثل مراقبة الحيوانات المفترسة وإدارة الموائل ومكافحة الطفيليات لإبقاءها على قيد الحياة، حتى بعد تحقيق الاستعادة المستدامة ذاتيًا لتعداد هذه الأنواع.

## لمحة تاريخية
نشأ مصطلح «الأنواع المعتمدة على الحفظ» من علم الحفظ الحيوي الذي تطرق له كتاب قانون الأنواع المهددة بالانقراض في مشروع الثلاثين (أطلق عام 2001) وعممه قائد المشروع جيه. مايكل سكوت. استخدم لأول مرة في منشور رسمي في دورية فرونتيرز إن إيكولوجي آند ذي إنفايرومنت في عام 2005. ولكن لم يطور الاستخدام العالمي للمصطلح بعد، ولم يظهر في أي منشور مكتوب خارج أمريكا الشمالية.
حملت فقرات قانون الأنواع المهددة بالانقراض لعام 1973 (إي إس إيه) افتراضًا بأن الأنواع المهددة بالانقراض سترفع من اللائحة عند استعادة تعدادها. وافترضت أنها ستزداد بعد ذلك بموجب اللوائح القائمة، ولن تعود هناك حاجة إلى الحماية التي يوفرها قانون الأنواع المهددة بالانقراض. ولكن، لم يحقق نحو ثمانين في المئة من الأنواع المدرجة حاليًا في قائمة قانون الأنواع المهددة بالانقراض هذا الافتراض. إذ تتطلب هذه الأنواع للبقاء على قيد الحياة تدخلات حماية خاصة بالأنواع (مثل مراقبة الحيوانات المفترسة، والمنافسين، وطفيليات المأوى، والحرق المحكوم، والعمليات الهيدرولوجية المتغيرة وغيرها) وبالتالي تعد معتمدة على الحفظ.

## المعايير
توجد معايير لتقييم ما إذا كان النوع يعتمد على الحفظ وهي:
1. إذا كانت تهديدات استمرار وجود هذه الأنواع معروفة ويمكن علاجها.
2. إذا كانت التهديدات منتشرة ومتكررة، مثل: طفيليات المأوى، والحيوانات المفترسة غير الأصلية، والاضطرابات بسبب الإنسان.
3. إذا كانت التهديدات تجعل الأنواع معرضة لخطر الانقراض، في غياب إدارة الحفظ المستمرة.
4. إذا حُددت إجراءات إدارية كافية لمواجهة التهديدات وقابلة للتنفيذ، مثل: الحرق المحكوم، والقيود المفروضة على الرعي أو الوصول العام، ومراقبة الحيوانات المفترسة أو مكافحة الطفيليات.
5. إن كان بإمكان الحكومات الوطنية أو الحكومية أو المحلية، بالتعاون مع المصالح الخاصة أو القبلية في أغلب الأحيان، تنفيذ الإجراءات الإدارية الضرورية بقدر ما يتطلب الأمر.

## الإجراءات الإدارية
يوجد خمس مجالات رئيسية للإجراءات الإدارية للحفاظ على الأنواع المعرضة للخطر:
1. يمكن أن تشمل السيطرة على الأنواع الأخرى: السيطرة على الحيوانات الغريبة، والنباتات الغريبة، والأنواع والطفيليات الأصلية الأخرى والأمراض.
2. يمكن أن تشمل السيطرة على التأثيرات البشرية المباشرة التحكم في الرعي، والوصول البشري، والمركبات على الطرق المعبدة والوعرة، والأنشطة الترفيهية قليلة التأثير، والجمع والصيد غير القانونين.
3. يمكن أن يشمل الحد من التلوث مراقبة صرف المواد الكيميائية، والتراكم الطّمي، ونوعية المياه، واستخدام مبيدات الآفات ومبيدات الأعشاب.
4. يمكن أن تشمل إدارة الموائل النشطة إدارة الحرائق والتحكم فيها، والسيطرة على انجراف التربة، والمسطحات المائية، وترميم الموائل، والتحكم في مكافحة الأعشاب الميكانيكية.
5. يمكن أن يشمل استقدام الأنواع الاصطناعي تكاثر الحيوانات الحبيسة (الهجرة القسرية) أو التربية في الأسر.[5]

## دراسة حالة

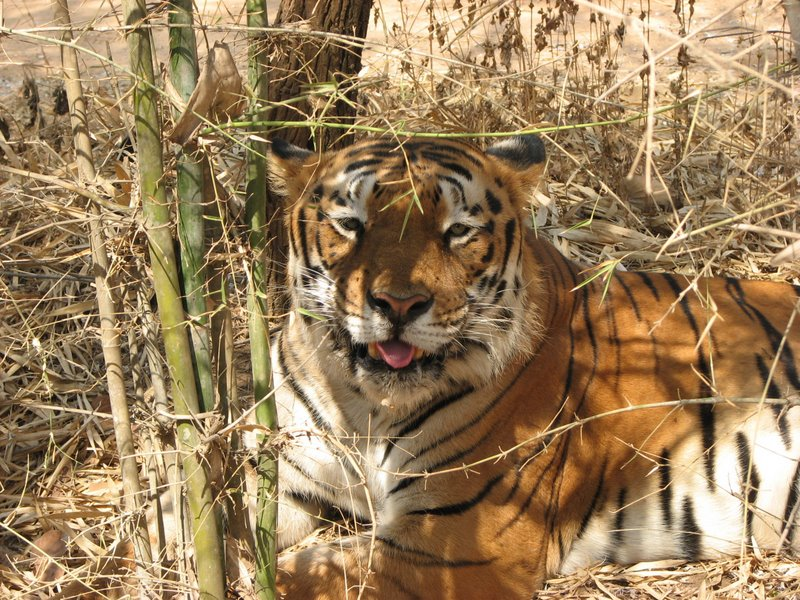
نمر بنغالور في حديقة بانرغاتا الوطنية، بنغالور، الهند.

تعتبر النمور، التي تعتبر مفترسات علوية وحيوانات وطنية، من الأمثلة البارزة على الأنواع المعتمدة على الحفظ في الهند. يمكن لهذه الأنواع الرئيسية الحفاظ على مجموعات برية مستدامة ذاتيًا؛ ولكنها تتطلب إجراءات إدارية مستمرة لأن التهديدات منتشرة ومتكررة وتعرضها لخطر الانقراض. يرجع أصل هذه التهديدات إلى التنظيم الاجتماعي-الاقتصادي والسياسي والمكاني المتغير للمجتمع في الهند. انقرضت النمور في بعض المناطق بسبب عوامل خارجية مثل تدمير الموائل، والصيد غير القانوني، والأمراض، والفيضانات، والحرائق والجفاف، وانخفاض أنواع الفرائس لنفس الأسباب، بالإضافة إلى العوامل الداخلية مثل العشوائية الديموغرافية والتدهور الجيني.
يعمل مشروع النمر، إدراكًا لاعتماد النمور على الحفظ، على وضع إطار عمل وطني علمي لرصد اتجاهات تعداد النمور من أجل إدارة الأنواع بشكل أكثر فعالية. تملك الهند حاليًا 28 محمية للنمور، تقع في 17 ولاية. تغطي هذه المحميات 37,761 كيلومتر مربع (14.580 ميل مربع) وتشمل 1.14% من إجمالي مساحة الأراضي في البلاد. تحفظ هذه المحميات بعيدًا عن الاضطرابات الحيوية، والعمليات الحراجية، وجمع المنتجات الحراجية الثانوية، والرعي، والاضطراب التي يسببها البشر. تشكل مجوعات النمور في هذه المحميات الآن بعضًا من أهم مجموعات النمور في البلاد.